# 芬斯特卡峰 (維內迪傑山脈)

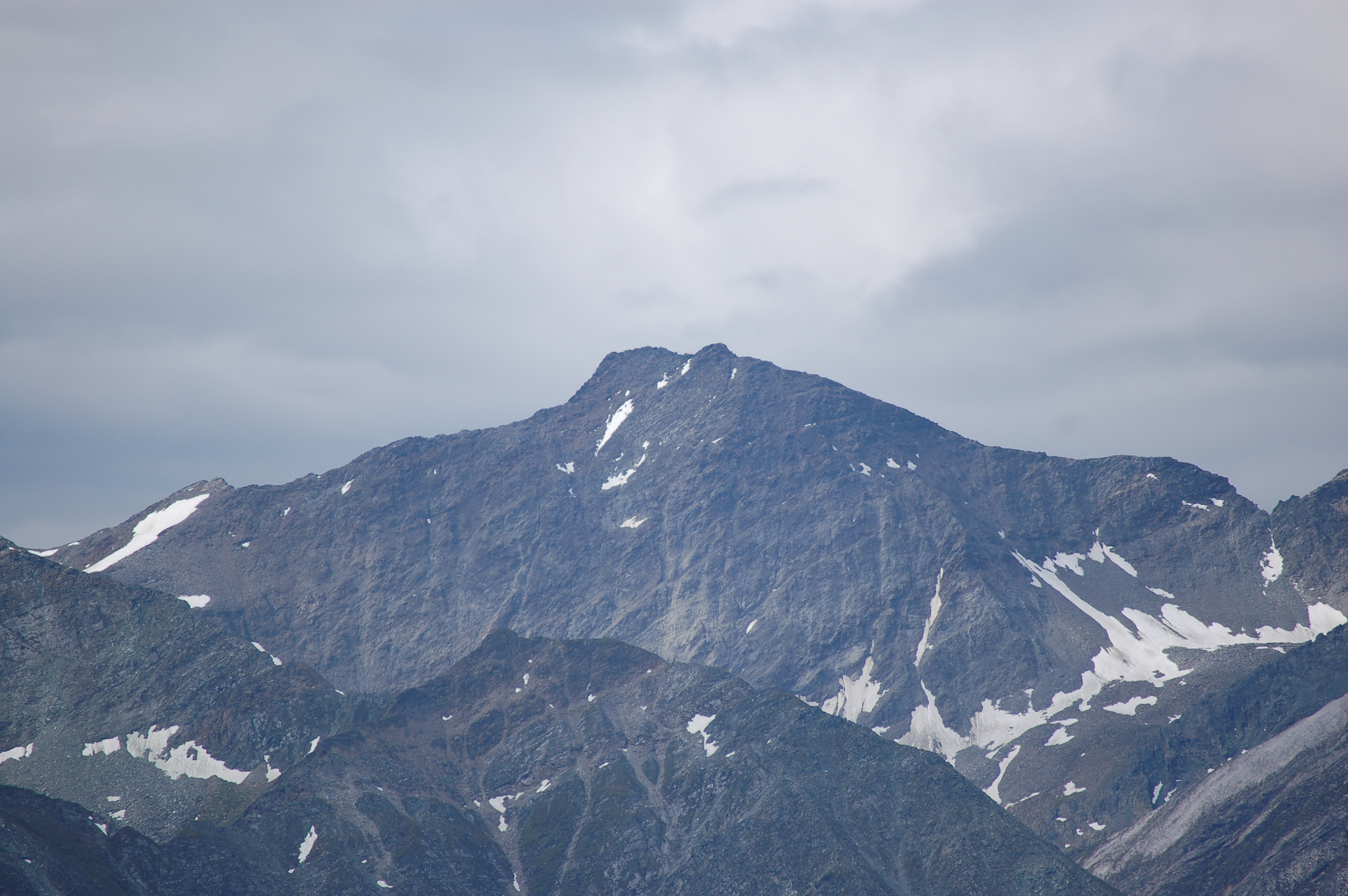

46°58′25″N 12°18′17″E / 46.973735°N 12.304684°E
芬斯特卡峰（德語：Finsterkarspitze），是奧地利的山峰，位於該國西部，由蒂羅爾州負責管轄，屬於維內迪傑山脈的一部分，海拔高度3,029米，每年平均降雨量1,874毫米，人類在1894年首次登頂。